# Észt népzene

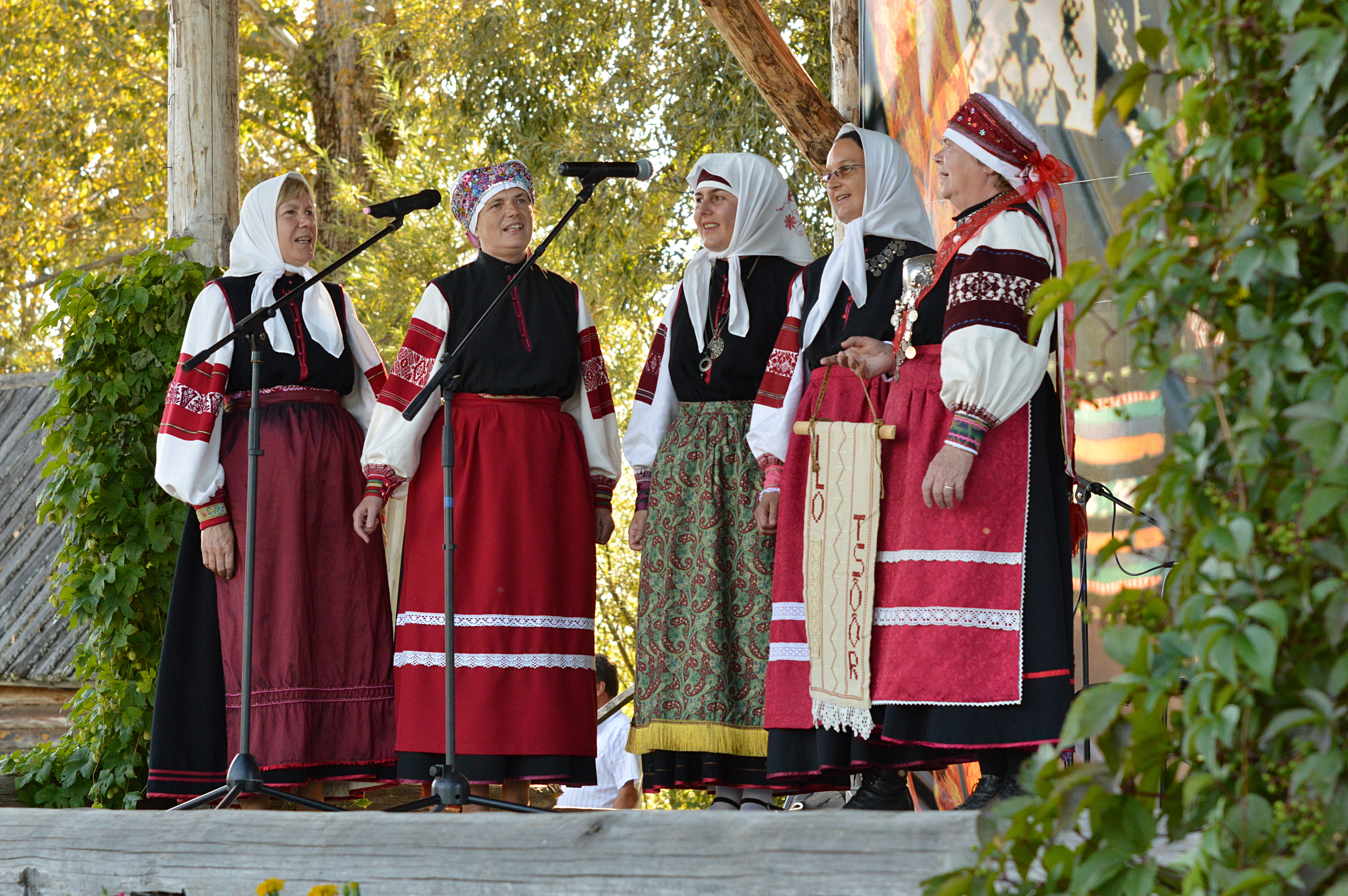
Észt népdalénekesek 2016-ban

Az észt népzene az észt népcsoport hagyományos hangszeres és énekes zenéjét foglalja magába. A népdalok két nagy stílusrétegre oszlanak, a rúnadalok az ősi balti-finn kultúrát őrzik, a strofikus népdalok pedig a 18-19. századi európai kulturális hatást tükrözik. A legfontosabb észt hangszerek a pengetős kannel és a torupil elnevezésű duda. Az észt népzene legközelebbi rokona a finn népzene.

## Története

### Népdalkutatás

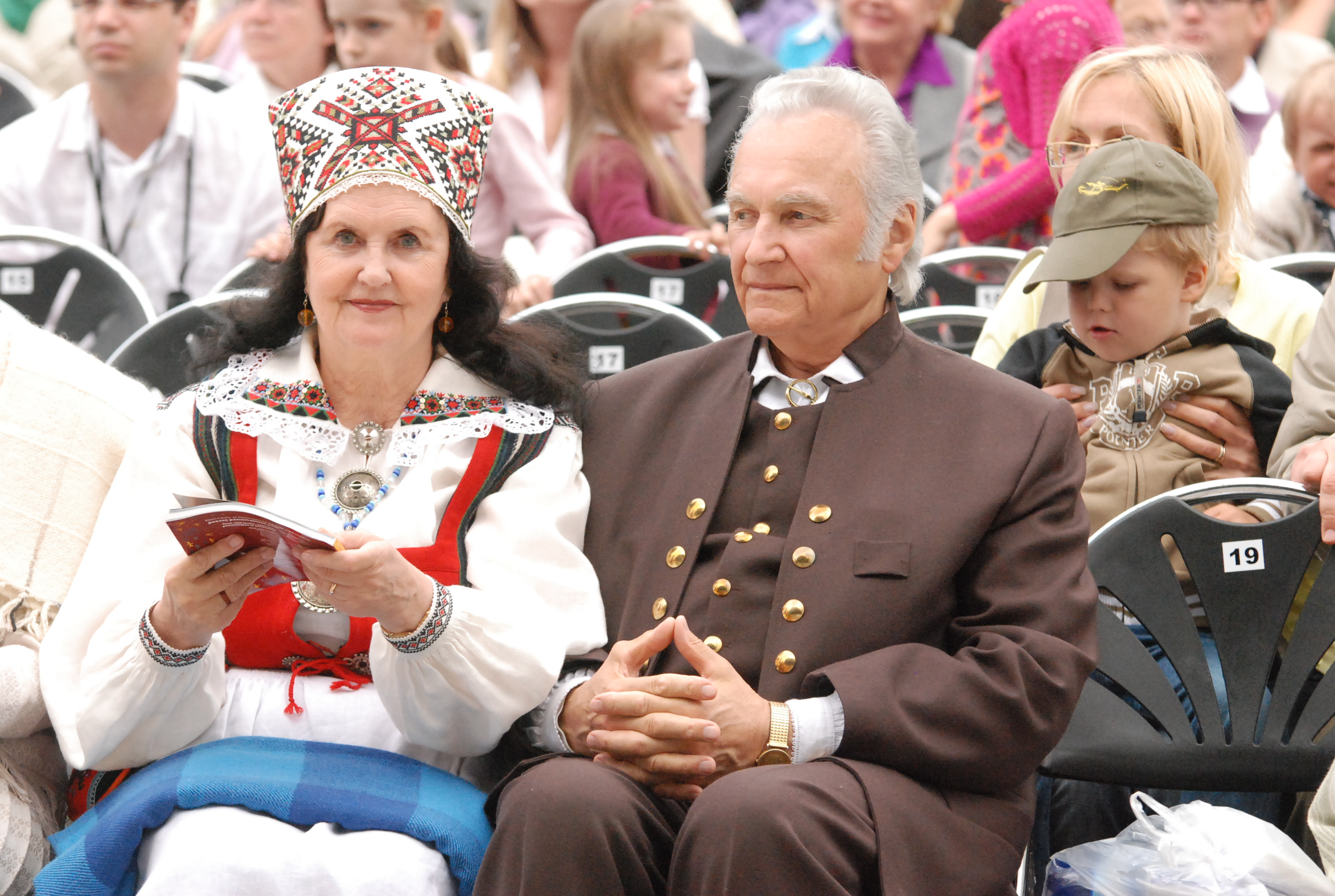
Ingrid Rüütel népdalkutató és férje, Arnold Rüütel, Észtország elnöke (2001–2006)

A terület népzenekincséről szóló első dokumentumok a 12. és a 13. század fordulójáról származnak, két történész, Saxo Grammaticus és Henricus de Lettis munkái is megemlítik. Az első észt dallamtöredéket 1632-ben jegyezték le, de a tudomány képviselői egészen a 18. század végéig nem foglalkoztak a népdalokkal. Az első komoly gyűjtéseket a 19. század végén végezte Karl August Hermann, őt követte Oskar Kallas és Ingrid Rüütel. Több száz év gyűjtésének eredménye található meg az észt Néprajzi Archívumban, ahol 25 000 dallamot listáztak, amelyhez mintegy 55 000 hangfelvétel tartozik. A mai népzenekutatásban fontos szerepet játszik az Észt Tudományos Akadémia.

### Modern történet

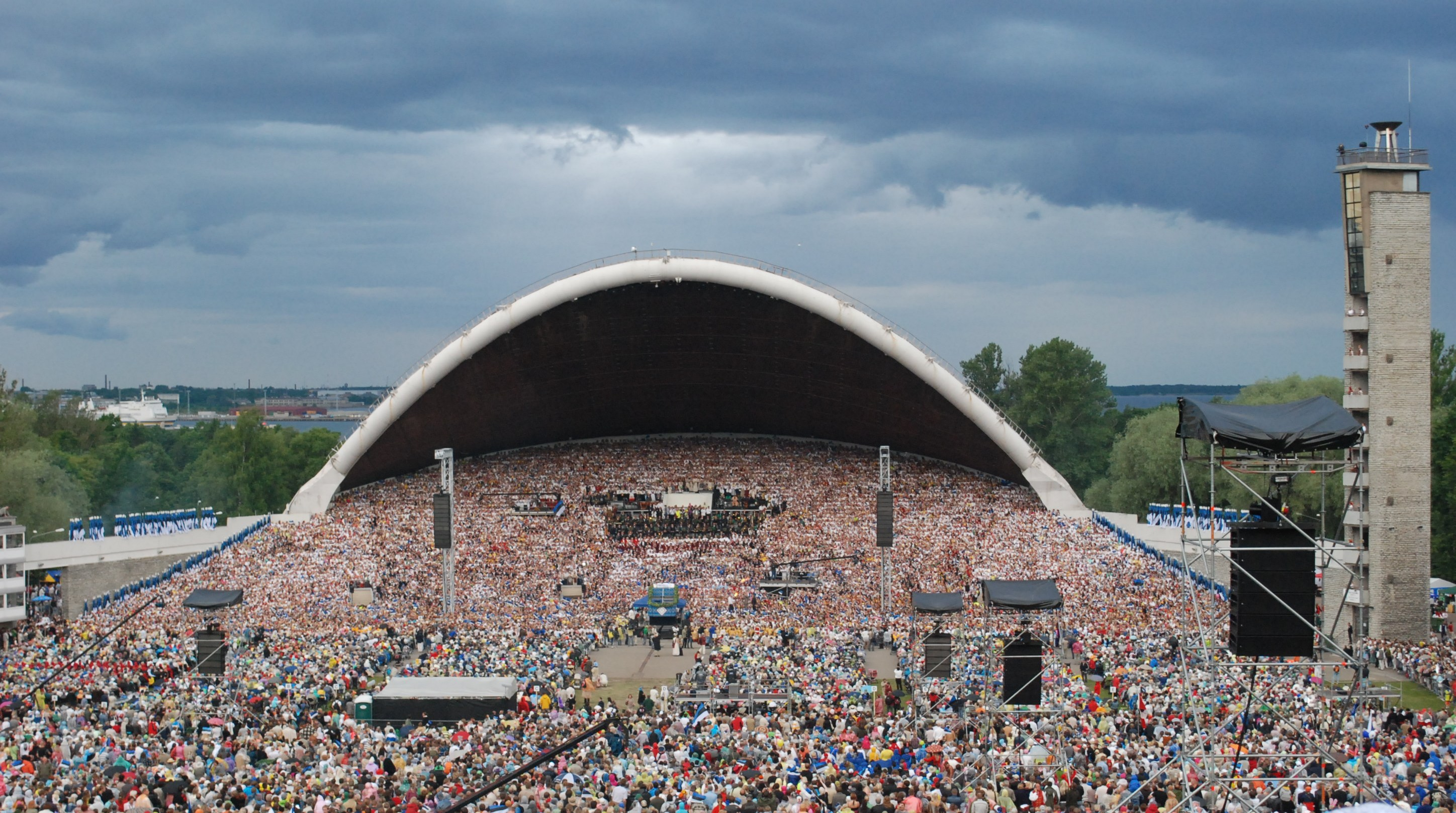
A 25. Észt Dalosünnep 2009-ben

Az észt népzene fontos elemét képezi a népcsoport nemzeti identitásának, így az ország 1991-ig tartó sikeres függetlenségi mozgalmának is meghatározó szimbóluma volt. A 21. században számos nagy zenei eseményt szerveztek köré, ilyen a Balti Nemzetközi Folklór Fesztivál és az  Észt Dalosünnep is. A népzenészek és népi zenekarok többsége hobbi szinten őrzi ezt a hagyományt, és több neves észt zeneszerző is feldolgozta a népdalokat, például Veljo Tormis, Anti Marguste és Ester Magi.

## Népdaltípusok

### Ősi műfajok
Az észt népzene legősibb eredetű elemei gyermekdalokban, altatókban, valamint vadász és siratódalokban maradtak fenn, jellemzőjük a hangutánzó szavak és intonációk használata egy ritmusos rendszerben.

### Rúnadalok

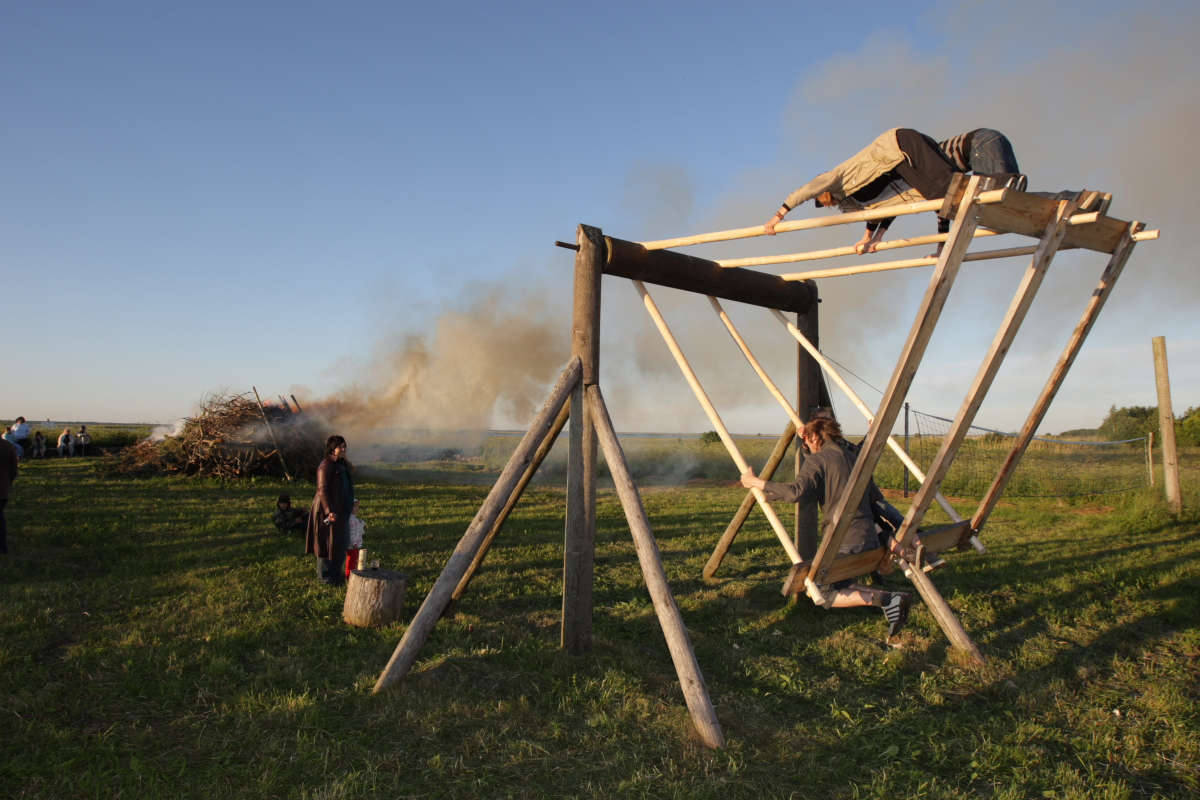
Észt falusi hinta, ehhez a szórakozásmódhoz külön népdalkincs tartozott

A rúnadalok, más néven alliteratív vagy Kalevala-meter dalok műfaja az ősi balti-finn kultúrában jött létre az i.e. 1. évezredben, amikor a balti finn nyelvcsoport tagjai még egy nyelvet alkottak. Ennek köszönhetően ezek a dalok nagyon szoros rokonságot mutatnak a finnek és a karélok hasonló énekeivel. Az énekek témája jellemzően a mindennapi élet eseményeit dolgozzák fel, ilyenek a játékdalok, a munkadalok, lakodalmas dalok, ünnepi dalok és lírikus énekek. Külön kategóriát képeznek a hintadalok, amelyeket az észt falvak egyedi szórakozásformájához, a felnőttek által is űzött hintázásokhoz énekeltek. A rúnadal többnyire egyszólamú, egy vezető (jellemzően női) énekes szólója váltakozik a kórussal, amely mindig az utolsó szótaggal kapcsolódik be, és megismétli vagy kicsit variálja dallamot. Elterjedt az improvizáció is, a Finnországban és Karéliában elterjedt hősi énekek azonban nem jellemzőek. A rúnadalok legősibb típusa az egysoros, refrén nélküli dallam, amely leginkább az ország északi és nyugati részén, például a nagy szigeteken maradt fenn élő hagyományként. Az ország déli részén az egysoros, refrénnel rendelkező dallam terjedt el, ezeken a dalokon érződik a lett népzene hatása is.
| Rúnadal versforma | Magyar fordítás                                                                                      |
| --- | --- |
| Mul on väike vellekene, põlve pikku poisikene. Ta teeb toa tuule peale, maja marja varre peale, koja kobrulehe peale .. | Van egy kisöcsém, térdig érő fiú. Szobát épít a szélre, házat a bogyószárra, kamrát a lapulevélre .. |

### Strofikus népdalok
A 19. század második felétől elkezdtek megjelenni a külső, európai hatásra létrejött népdalok, amelyek aztán rohamos gyorsasággal terjedtek el az országban, háttérbe szorítva a hagyományos rúnadalokat. Különösen a lengyel és német hatás volt jelentős, a polka és a waltz megjelenését hozva magával. Az újabb, strofikus népdaloknak nevezett énekek négysoros formában íródtak, és a dúr-moll tonalitás jellemezte őket.
| Strofikus versforma                                                                                         | Magyar fordítás                                                                                      |
| --- | --- |
| Elu, elu, miks mind vaevad, miks sa tood mul kurvastust, miks sa mulle hauda kaevad, kinni katad armastust! | Élet, élet, miért bántasz engem, miért szomorítasz el, miért ásod a síromat, takarod el a szerelmet! |

## Hangszeres népzene
Észtország legjellegzetesebb pengetős népi hangszere a trapéz alakú, 5–7 húrral rendelkező kannel, amely a finn kantelével áll szoros rokonságban. A fúvós hangszerek közül a legnépszerűbb az észt duda, a torupil, amely már a 14. században is elterjedt volt az országban és elsősorban az északi és nyugati területeken van hagyománya. Elsősorban táncmulatságokat és esküvőket kísértek vele, a dudajátékok jellegzetes felépítésében egy rövid bevezető dallamot hosszabb, figurációkkal díszített középső szakasz követ, majd egy utójáték zár le. A dalok hangneme általában pentachord és dúr.

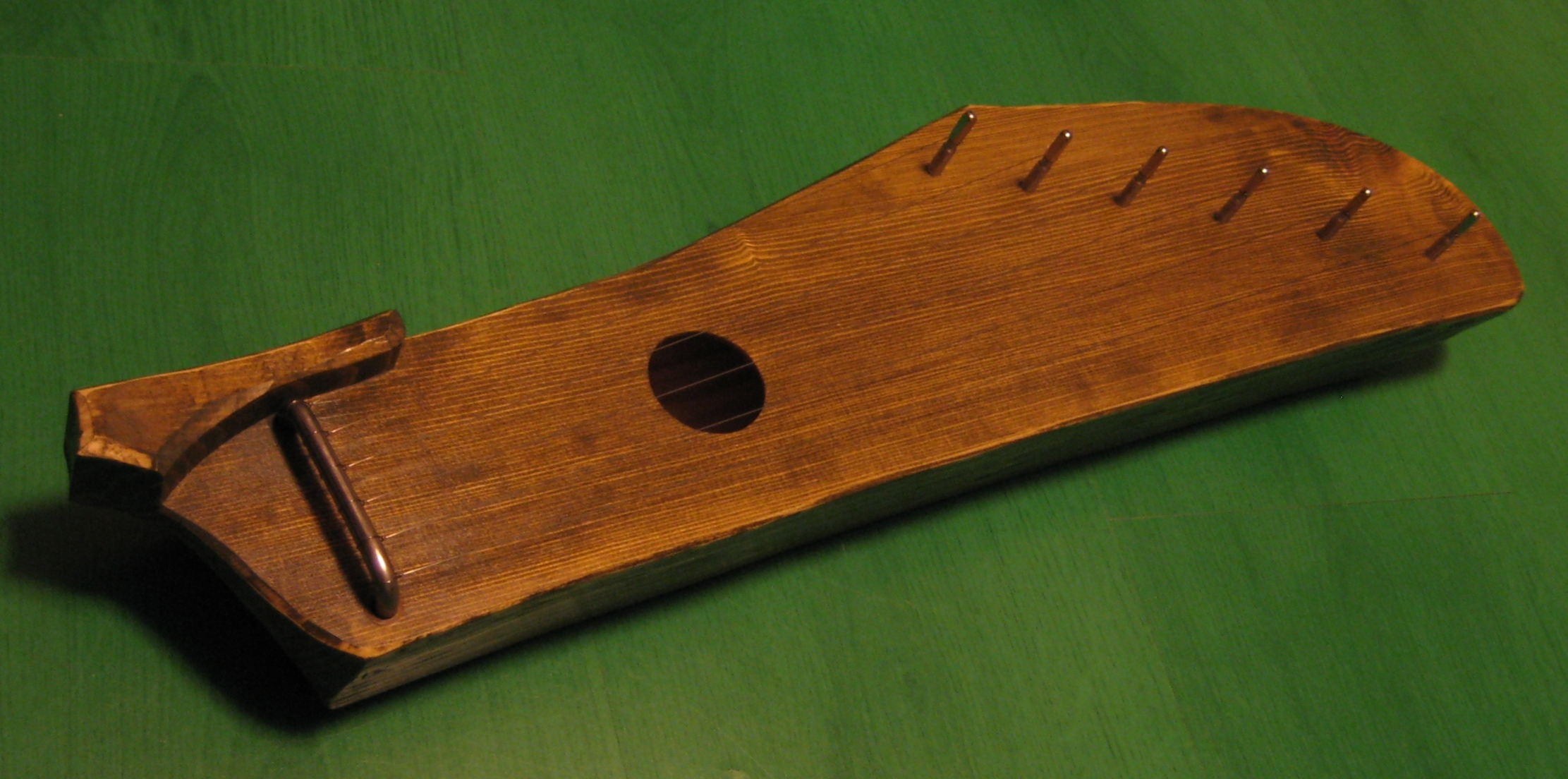
Hagyományos kannel
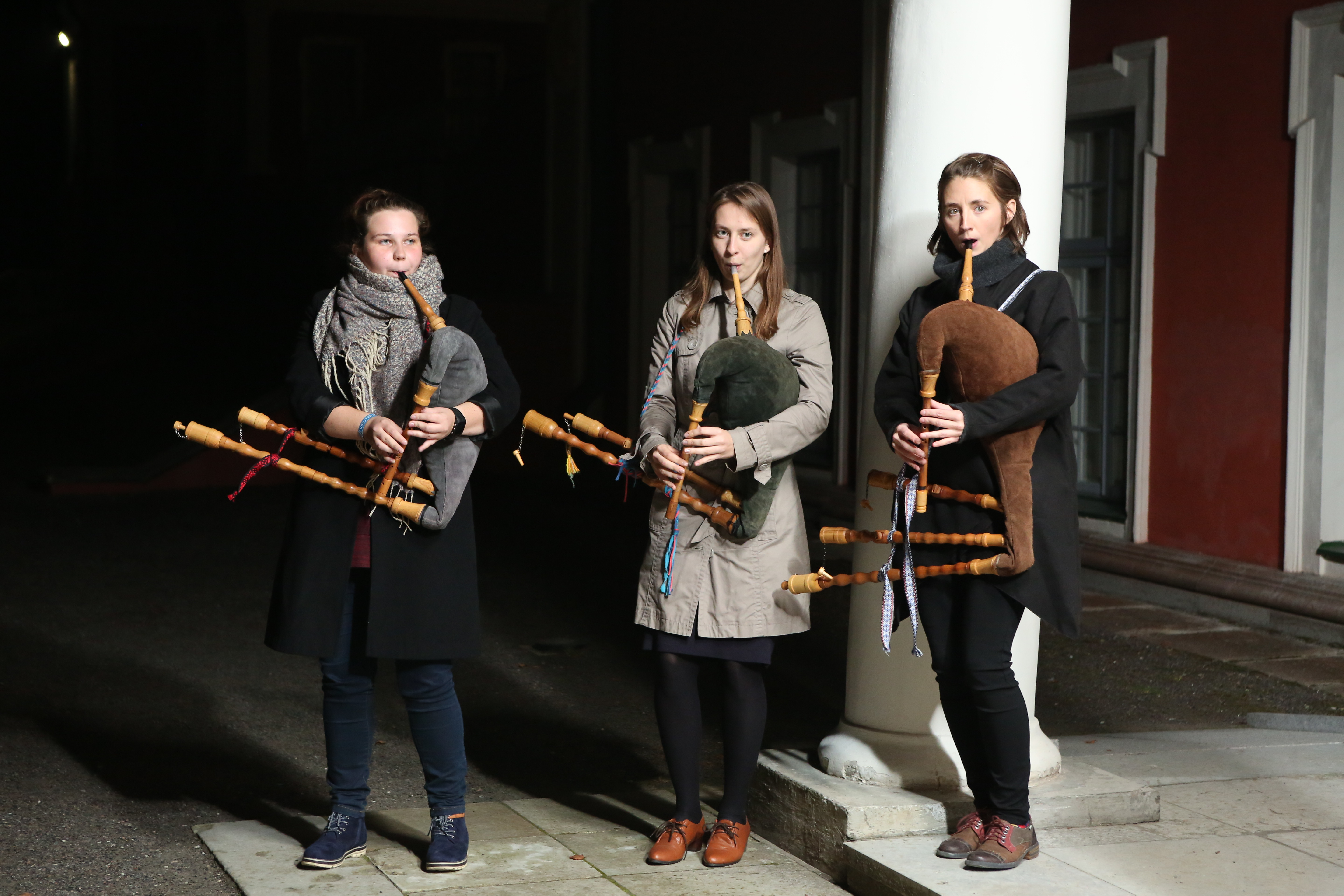
Torupiljátékosok